# 아메트 어터건
아메트 어터건(영어: Ahmet Ertegun, 튀르키예어: Ahmet Zahrettin Sebuhi Ertegün 아흐메트 자흐레틴 세부히 에르테귄[*], 1923년 7월 31일 ~ 2006년 12월 24일)은 튀르키예계 미국인 사업가, 작곡가이자 자선가이다.
그는 애틀랜틱 레코드의 공동창립자이자 회장이고, 많은 주요 리듬 앤 블루스와 록 뮤지션들을 발견하고 옹호하는 것으로 가장 잘 알려져 있다. 그는 또한 고전 블루스와 팝을 작곡했으며 오하이오주 클리블랜드에 위치한 로큰롤 명예의 전당 및 박물관 의장을 역임했다. 어터건은 "현대 음반 산업에서 가장 중요한 인물들 중 하나"라고 묘사되어 왔다. 1991년도에 버클리 음악 대학에서 명예 박사 학위를 수여받았다. 2017년에 그는 음악계에서 그의 작품을 인정받아 리듬 앤 블루스 명예의 전당에 올랐다.
그는 또한 그의 출생지인 튀르키예와 미국간의 유대를 조성하는데 있어서 중요한 인물이었다. 그는 사망할 때까지 20년 넘게 미국 터키 협회의 회장을 역임했다. 그는 또한 원래 북미 사커 리그의 뉴욕 코스모스 축구팀을 공동 설립했다.

## 2006년 부상 및 사망
2006년 10월 29일, 어터건은 비컨 극장에서 열린 롤링 스톤스 콘서트 도중 넘어지면서 머리를 콘크리트 바닥에 부딪혔다. 그는 즉시 병원으로 이송되었다. 어터건은 혼수상태에 빠졌고, 2006년 12월 14일, 와일 코넬 메디컬 센터에서 사망하였다.
어터건은 12월 18일, 튀르키예 이스탄불 위스크다르 술탄테페에 있는 외즈벡러 테케시의 수피 정원에 안장되었으며, 그의 형제, 아버지, 그리고 생전에 테케의 수장이었던 그의 증조부 셰이흐 이브라힘 에드헴 에펜디 옆에 묻혔다.